# Amont-et-Effreney
Amont-et-Effreney – miejscowość i gmina we Francji, w regionie Burgundia-Franche-Comté, w departamencie Górna Saona.
Według danych na rok 1990 gminę zamieszkiwało 229 osób, a gęstość zaludnienia wynosiła 14 osób/km² (wśród 1786 gmin Franche-Comté Amont-et-Effreney plasuje się na 518. miejscu pod względem liczby ludności, natomiast pod względem powierzchni na miejscu 170.).